# Edward Delaval
Edward Hussey Delaval (n. 1729 – d. 14 august 1814, Greater London, Anglia, Regatul Unit al Marii Britanii și Irlandei) a fost un savant și filozof natural britanic. 

## Viața
A fost al treilea fiu al lui Francis Blake Delaval și al soției sale Rhoda Apreece. A facut studiile la Pembroke College, Cambridge, admis în 1747; a absolvit B.A. în 1750, M.A. în 1754 și a devenit Fellow acolo în 1755. Tot acolo l-a cunoscut pe poetul Thomas Gray . 
Delaval l-a moștenit pe Seaton Delaval Hall din Northumberland, cât și pe Doddington Hall în Lincolnshire, dar au preferat să locuiască în Londra. A murit la vârsta de 85 de ani și a fost înmormântat în Westminster Abbey . 